# Pieter van Vlaanderen
Pieter van Vlaanderen (1146 – Issoudun, 1176) was proost van het Sint-Donaaskapittel in Brugge en kanselier van Vlaanderen. Hij werd als Pieter I bisschop van Kamerijk van 1167 tot 1174.

## Levensloop
Pieter was de jongste zoon van Diederik van de Elzas, graaf van Vlaanderen, en Sybille van Anjou. Hij was pas 12 toen zijn vader er in slaagde hem in 1158 tot proost van Sint-Donaas te doen benoemen. Als dusdanig was hij ook kanselier van Vlaanderen. Hij moest uiteraard bijgestaan worden in die beide functies. Er zijn aanwijzingen dat Diedericus, die zijn opvolger werd, ook al onder Pieter als dienstdoende optrad. Pieter werd ook proost van het kapittel van Sint-Omaars. In 1164 vergezelde hij zijn vader naar het Heilig Land.
In 1167 werd hij benoemd tot bisschop van Kamerijk, maar werd nooit tot bisschop gewijd. Het is dan ook niet zeker dat hij wel tot priester was gewijd.
Nadat zijn oudere broer Mattheüs van Vlaanderen in 1174 sneuvelde in de oorlog tegen Hendrik II van Engeland, zegde hij zijn geestelijke status op. Hij werd tot ridder geslagen en trouwde in 1175 met Mathilde van Bourgondië (1150-1219), weduwe van graaf Gwijde van Nevers; zo werd hij heerser in Nevers als regent van de minderjarige Agnes.
Uit het huwelijk kwam nog een dochter, Sibylle, voort, die later trouwde met Robert II van Wavrin.

## Voetnoot
1. ↑  Edward De Maesschalck, De graven van Vlaanderen (864-1384), Davidsfonds, 2022, pp. 227-236
2. ↑  Genealogica Comitum Flandriæ Bertiniana, Continuatio Leidensis et Divionensis, in: Monumenta Germaniae Historica SS 9 (1851), S. 307.